# The Beatles in Mono

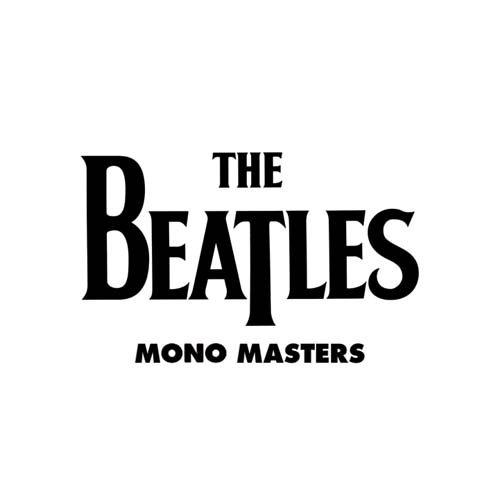
Capa do encarte, em inglês, incluído no álbum The Beatles in Mono, em setembro de 2009.

The Beatles in Mono é um box de 13 CDs em 11 capas contendo os 10 primeiros álbuns da banda The Beatles: Please Please Me, With the Beatles, A Hard Day's Night, Beatles for Sale, Help!, Rubber Soul, Revolver, Sgt. Pepper's Lonely Hearts Club Band, Magical Mystery Tour e White Album (dois CDs) - e mais os dois CDs de Mono Masters que contém os singles da banda.
Foi lançado em 2009 pela Apple contendo os álbuns em mono, diferentemente dos originais em stereo.
Os discos vem acompanhados de um encarte em inglês contando a história dos discos e do grupo.

## Please Please Me
É o primeiro álbum de estúdio dos Beatles, foi lançado em 1963 pela  Parlophone, dele 4 músicas faziam parte de compactos

## With the Beatles
É o segundo álbum de estúdio dos Beatles, lançado em dezembro de 1963

## A Hard Day's Night
É o terceiro álbum de estúdio dos Beatles, foi lançado como trilha sonora do filme de mesmo nome (Lado A) em 1964, foi também o primeiro álbum somente escrito por John Lennon e Paul McCartney.

## Beatles for Sale
Este foi o quarto disco do grupo lançado em dezembro de 1964.

## Help!
O quinto álbum de estúdio da banda vem com a trilha sonora do segundo filme da banda no lado A e outras 7 músicas no lado B. Lançado em agosto de 1965, no auge da beatlemania e das turnês do grupo, o álbum reflete algumas mudanças na música dos fab-four. Temos Lennon compondo ao estilo de Bob Dylan em "You've Got To Hide Your Love Away", a candidez de Harrison em "I Need You". Além do sucesso de "Ticket To Ride" e da música "Help" o álbum ainda têm uma preciosidade: a música "Yesterday", nada menos que a canção mais regravada na história da música.

## Rubber Soul
Lançado em 1965 esse foi o sexto álbum da banda The Beatles.

## Revolver
Esse foi o único álbum dos Beatles de 1966, que também marca a adesão da banda ao psicodelismo.

## Sgt. Pepper's Lonely Hearts Club Band
É o oitavo álbum lançado pela banda. Frequentemente é citado como o melhor e mais influente álbum da história do rock e da música. Gravado em 129 dias em aproximadamente 700 horas, foi lançado em 1 de junho de 1967 na Inglaterra, e no dia seguinte nos Estados Unidos. Considerado como álbum inovador desde sua técnica de gravação até a elaboração da capa. Pelo pouco apelo comercial, não foi tocado nas rádios, mas vendeu 11 milhões de cópias só nos Estados Unidos. Em 2003, a revista especializada em música Rolling Stone colocou Sgt. Pepper's no topo de uma lista dos 200 álbuns definitivos no Rock and Roll Hall of Fame.
Todas as faixas foram compostas por John Lennon e Paul McCartney, exceto por "Within You Without You", composta por George Harrison.

## Magical Mystery Tour
É a trilha sonora do filme homônimo estreado pelos Beatles em dezembro de 1967 no canal de TV britânico BBC. Lançado no dia 27 de novembro de 1967 no formato LP (Long Play) nos EUA, e no dia 8 de dezembro de 1967 no formato EP (Extended Play) duplo na Inglaterra. 

## The Beatles(White Album)
The Beatles é o décimo álbum dos Beatles, lançado como disco duplo em 22 de novembro de 1968. É popularmente conhecido como The White Album por não haver nome, e ser apenas um fundo branco com o nome da banda em relevo.